# جشنواره سانی هیل
جشنواره سانی هیل (انگلیسی: Sunny Hill Festival؛ به معنای جشنوارهٔ تپهٔ خورشید)، یک جشنواره بین‌المللی موسیقی سالانه در پریشتینایِ کوزوو است که توسط دوآ لیپا و پدرش دوکاجین لیپا برگزار می‌شود. دورهٔ ۲۰۲۰ که قرار بود به صورت سالانه برگزار شود، به دلیل دنیاگیری کووید-۱۹ لغو شد.

## ۲۰۱۸
اولین دوره این جشنواره در تاریخ ۱۰ تا ۱۲ اوت ۲۰۱۸ در پارک ملی گرمیا برگزار شد. به گفته برگزارکنندگان، بیش از ۱۸۰۰۰۰ نفر در این جشنواره شرکت کردند. با این حال، نیویورک تایمز گزارش داد که ظرفیت سالن ۱۵۰۰۰ صندلی پر نشده است. قیمت بلیت‌ها ۲۲ دلار بود که به دلیل بالا بودن نرخ بیکاری به خصوص در بین جوانان مورد انتقاد بسیاری قرار گرفت. این جشنواره توسط خواننده دوآ لیپا به همراه پدرش برای جمع آوری پول برای بنیاد سانی هیل برگزار شد. 
لیپا، تیتر لاینر بود و پدرش نیز با گروه خود، ODA اجرا می‌کرد و در کنار بسیاری از هنرمندان کوزوویی و آلبانیایی، از جمله اکشن برونسون و مارتین گاریکس همکاری کرده بود. اکشن برونسون که از حامیان قانونی شدن ماری‌جوآنا است، پس از اجرای خود در جشنواره به دلیل کشیدن یک پک روی صحنه و به اشتراک گذاشتن آن با تماشاگران توسط پلیس کوزوو دستگیر شد.

## ۲۰۱۹
دومین دوره جشنواره سانی هیل در ۲، ۳ و ۴ اوت ۲۰۱۹ در پارک گرمیا در پریشتینا برگزار شد. در این جشنواره اجراهایی از بازیگران بین المللی از جمله کالوین هریس، گاشی، کلنگکاروسل و مایلی سایرس و همچنین دوآ لیپا به نمایش درآمد. علاوه بر چندین نوازنده آلبانیایی مانند بوتا، الوانا گاتا، ایلیرا، کجسی تولا، کیدا، لدری وول، لیریکال سون، ام سی کرشا ، نجومزا و یل لیمانی نیز اجرا کردند. 

## ۲۰۲۲
در ژوئیه ۲۰۲۱ دوآ لیپا اعلام کرد که سومین دوره جشنواره سانی هیل قرار است در سال ۲۰۲۲ در پریشتینا در ۴ تا ۷ اوت برگزار شود.  